# Disparella valida
Disparella valida är en kräftdjursart som beskrevs av Robert Raymond Hessler 1970. Disparella valida ingår i släktet Disparella och familjen Desmosomatidae. Inga underarter finns listade i Catalogue of Life.